# Weißaugenmuräne
Die Weißaugenmuräne (Gymnothorax thyrsoideus) lebt im tropischen Indopazifik von der Weihnachtsinsel bis nach Französisch-Polynesien nördlich bis zu den Ryūkyū-Inseln, im gesamten Mikronesien und südlich bis Tonga. Sie ist häufig und bewohnt vor allem flache Lagunen, küstennahe Riffe, Riffdächer ozeanischer Inseln, Gezeitentümpel, Tang- und Seegrasfelder in Tiefen von 0,2 bis 30 Metern. Auch in Schiffswracks wird sie regelmäßig angetroffen.
Die Weißaugenmuräne wird bis zu 65 Zentimeter lang. Ihre Farbe ist gelblich bis graubraun, die Augen sind weiß. Auf dem Vomer stehen die Zähne in zwei Reihen. Sie unterscheiden sich von den ersten drei bis vier Zähnen, die in einer Reihe stehen.
Weißaugenmuränen leben paarweise, oft auch in kleinen Gruppen mit Artgenossen oder mit anderen Muränenarten. In seltenen Fällen können bis zu 50 Muränen zusammen leben.